# Whatever (Ayumi Hamasaki)
Whatever è un brano musicale della cantante giapponese Ayumi Hamasaki, pubblicato come suo sesto singolo il 10 febbraio 1999. Il brano è il primo estratto dall'album Loveppears ed è arrivato alla quinta posizione della classifica Oricon dei singoli più venduti in Giappone vendendo un totale di 189 610 copie.

## Tracce
CD singolo AVDD-20291
1. WHATEVER Version M (Ayumi Hamasaki, Kazuhito Kikuchi)
2. WHATEVER Version J (Ayumi Hamasaki, Kazuhito Kikuchi)
3. WHATEVER Version M (Instrumental) - (Ayumi Hamasaki, Kazuhito Kikuchi)
4. WHATEVER Version J (Instrumental) - (Ayumi Hamasaki, Kazuhito Kikuchi)

## Classifiche
| Classifica (1999)           | Posizione più alta |
| --------------------------- | ------------------ |
| Oricon Weekly Singles Chart | 5                  |